# Katolička Crkva u Estoniji
Katolička crkva u Estoniji je dio opće Katoličke Crkve, pod vodstvom Pape i rimske kurije.
Katolička stanovništvo u Estoniji je malobrojno, s oko 6 000 vjernika. Nema biskupija, a apostolska uprava je izravno ovisna o Svetoj Stolici od 2005. godine, a na čelu s biskupom Philippeom Jean-Charlesom Jourdanom, koji živi u Tallinnu.
Godine 1918., kada je Estonija postala neovisna, estonski građani imali su potpunu vjersku slobodu. Sveta Stolica priznala je Estoniju 10. listopada 1921. Godine 1931., isusovac Eduard Profittlich postao je apostolski upravitelj Katoličke Crkve u Estoniji. Godine 1936. zaređen je kao prvi estonski biskup. 
Na početku Drugoga svjetskoga rata, bilo je oko 5 000 katolika u Estoniji (Tallinn 2333, Tartu 1073, Narva: 600, Valga: 800). Godine 1939. Estoniju su okupirali Sovjeti i uhvatili biskupa Profittlicha, koji umire u ruskom zatvoru 1942. godine. 
Tijekom sovjetske okupacije, zatvorene su sve katoličke crkve u Estoniji. Nakon raspada Sovjetskog Saveza, Estonija je ponovno zadobila svoju nezavisnost i opet ju je priznala Sveta Stolica 28. kolovoza 1991. U rujnu 1993. godine, papa Ivan Pavao II. posjetio je Estoniju.
Apostolski nuncij u Estoniji od 22. ožujka 2014. je nadbiskup Pedro López Quintana, koji je i nuncij u Latviji i Litvi.

## Vanjske poveznice
- Službene stranice (www.katoliku.ee)